# ماتياس أسبر
ماتياس أسبر (بالسويدية: Mattias Asper) مواليد 20 مارس 1974 في السويد، هو لاعب كرة قدم سويدي سابق كان يلعب كحارس مرمى. لعب خلال مسيرته 524 مباراة سجل خلالها 1 أهداف.

## المسيرة الاحترافية

### أندية لعب لها
- أيك سولنا
- ريال سوسيداد
- نادي مالمو
- نادي فيكينغ لكرة القدم

## روابط خارجية
- ماتياس أسبر على موقع الاتحاد الأوربي (الإنجليزية)
- ماتياس أسبر على موقع اتحاد السويد (السويدية)
- ماتياس أسبر على موقع قاعدة بيانات كرة القدم.إي يو (الإنجليزية)
- ماتياس أسبر على موقع ناشيونال فوتبول تيمز (الإنجليزية)
- ماتياس أسبر على موقع Soccerway.com (الإنجليزية)
- ماتياس أسبر على موقع عالم كرة القدم.نت (الإنجليزية)